# Atbashchiffret
Atbashchiffret skapades omkring 500 f.Kr.. Det använder bokstäverna i det hebreiska alfabetet används utifrån en ersättningsprincip där varje bokstav byts ut mot den bokstav som befinner sig på samma avstånd från andra änden av alfabetet. Det innebär att första bokstaven i alfabetet ersätts med den sista, andra bokstaven med den näst sista och så vidare.
Atbashchiffret åtnjöt internationell uppmärksamhet efter att Dan Brown publicerade sin bok Da Vinci-koden, där chiffret är en del av lösningen till koden som boken handlar om och har gett den dess titel.